# Azkoitia

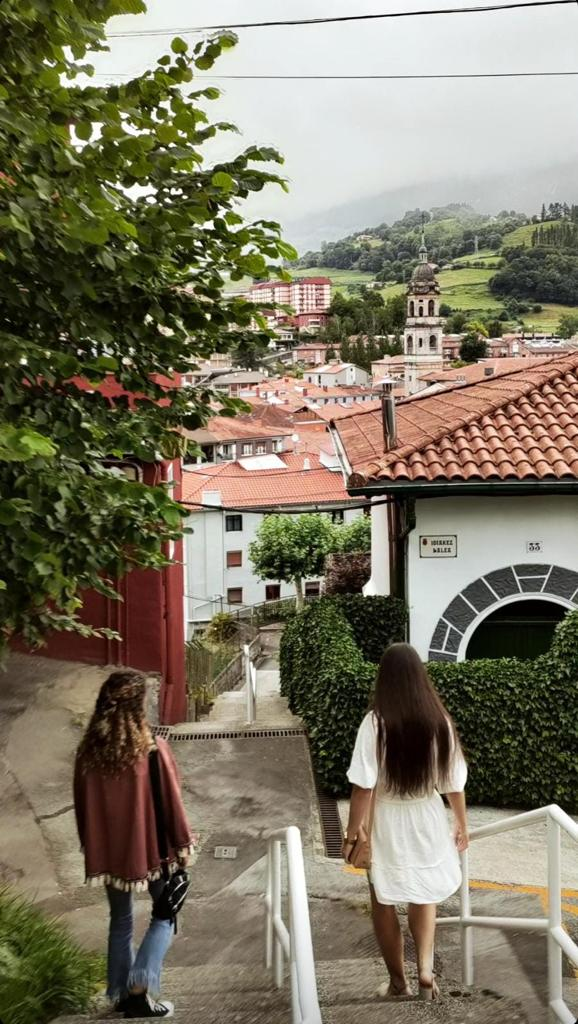
Azkoitia town view from the street San Martin

Azkoitia is een gemeente in de Spaanse provincie Gipuzkoa in de regio Baskenland met een oppervlakte van 55 km². Azkoitia telt 11.587 inwoners (1 januari 2016).

## Demografische ontwikkeling
Bron: INE; 1857-2011: volkstellingen